# Eichthal (Adelsgeschlecht)
Eichthal war der Name eines bayerischen freiherrlichen Geschlechts, dessen adelige Stammreihe mit Aron Elias Seligmann beginnt. Die Familie hatte ihren Reichtum vor allem durch die Pacht des Salzmonopols in Württemberg erhalten. Anfang des 19. Jahrhunderts gehörten die Seligmanns zu den bedeutendsten Hofbankiers in Baden und Bayern.

## Geschichte
Der jüdische, aus Leimen stammende Hoffaktor Aron Elias Seligmann wurde 1814 in Würdigung seiner Verdienste um das Haus Wittelsbach als Freiherr von Eichthal in den bayerischen Adelsstand erhoben. Der Name Eichthal ist auf Maria Eich im Würmtal bei Planegg bezogen, wo Seligmann Besitzungen hatte. Damit verbunden war die Verleihung des Wappens der ausgestorbenen Augsburger Familie von Thalmann und die Nobilitierung seiner zehn Kinder. Das Familienoberhaupt und seine Kinder konvertierten nach und nach zum katholischen Glauben.

Epitaph des Bernhard von Eichthal (1784–1830), Campo Santo Teutonico Rom

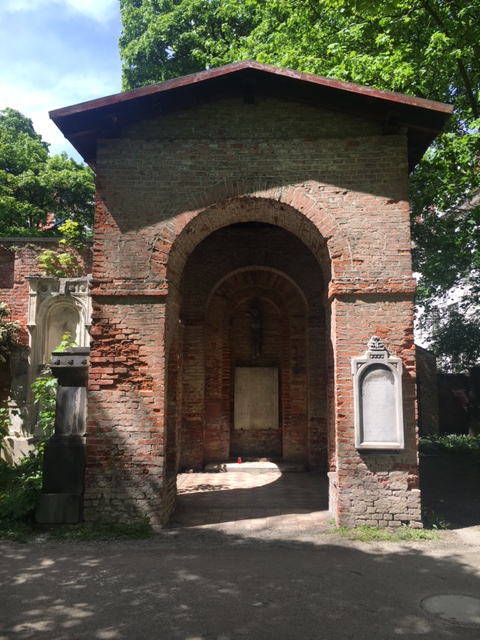
Familiengruft Alter Südfriedhof (München)

Die Nachkommen der Familie heirateten in die vornehmsten Adelshäuser ein, wie beispielsweise Armansperg, Berchem, Bossi-Fedrigotti, Bronno-Bronska, Khuen von Belasy, Otting-Fünfstetten, Moreau, Podewils, Rummel und Hößlin.
1857 erwarb Freiherr Carl von Eichthal für 32.000 Gulden Schloss Hohenburg.
Während der NS-Diktatur war das Geschlecht massiven Repressalien ausgesetzt. Viele Familienmitglieder emigrierten in die USA. Die von Eichthal sind im Mannesstamm erloschen.

## Wappen

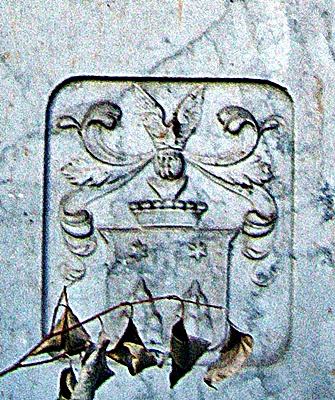
Familienwappen, Campo Santo Teutonico Rom

In Blau zwei silberne Felsen nebeneinander, über denen je ein goldener Stern schwebt. Auf dem Helm mit blau-silbernen Decken ein offener silberner Flug, je belegt mit einem Balken, darin ein goldener Stern.

## Namensträger
- Simon von Eichthal (1787–1854), Bankier
- Karl von Eichthal (1813–1880), Hofbankier
- Irene von Eichthal (1858–1907), Ehefrau des Malers Albert von Keller
- David von Eichthal (1775–1850), Industrieller
- Rudolf von Eichthal (1877–1974), Musiker, Schriftsteller, Offizier
- Gustave d’Eichthal (1804–1886), französischer Autor, Publizist und Hellenist; Schüler von Auguste Comte
- Eugène d’Eichthal (1844–1936), Sohn von Gustave d’Eichthal
- Georges d’Eichthal, Sohn von Gustave d’Eichthal
- Adolphe d’Eichthal (1782–1840), Bankier in Paris, mit Frédéric Chopin befreundet